# Abstracción (informática)
La abstracción consiste en aislar un elemento de su contexto o del resto de los elementos que lo acompañan. En programación, el término se refiere al énfasis en el "¿qué hace?" más que en el "¿cómo lo hace?" (característica de caja negra). El común denominador en la evolución de los lenguajes de programación, desde los clásicos o imperativos hasta los orientados a objetos, ha sido el nivel de abstracción del que cada uno de ellos hace uso. 
La abstracción también se puede entender como el método que se usa al momento de analizar un elemento particular, despreciando los aspectos no relevantes para el estudio específico, y considerando solo las propiedades esenciales para dicho análisis, facilitando con ello la mejor comprensión de dicho elemento y disminuyendo de esta manera el esfuerzo que se debe invertir en su comprensión.
Los lenguajes de programación son las herramientas mediante las cuales los diseñadores de lenguajes pueden implementar los modelos abstractos. La abstracción ofrecida por los lenguajes de programación se puede dividir en dos categorías: abstracción de datos (pertenecientes a los datos) y abstracción de control (perteneciente a las estructuras de control).
Los diferentes paradigmas de programación han aumentado su nivel de abstracción, comenzando desde los lenguajes de máquina, lo más próximo al ordenador y más lejano a la comprensión humana; pasando por los lenguajes de comandos, los imperativos, la orientación a objetos (POO), la Programación Orientada a Aspectos (POA); u otros paradigmas como la programación declarativa, etc.
La abstracción encarada desde el punto de vista de la programación orientada a objetos expresa las características esenciales de un objeto, las cuales distinguen al objeto de los demás. Además de distinguir entre los objetos provee límites conceptuales. Entonces se puede decir que la encapsulación separa las características esenciales de las no esenciales dentro de un objeto. Si un objeto tiene más características de las necesarias los mismos resultarán difíciles de usar, modificar, construir y comprender sobre todo cuando es un método de número entero con terminación fraccionaria.
La misma genera una ilusión de simplicidad dado que minimiza la cantidad de características que definen a un objeto.
Durante años, los programadores se han dedicado a construir aplicaciones muy parecidas que resolvían una y otra vez los mismos problemas. Para conseguir que sus esfuerzos pudiesen ser utilizados por otras personas se creó la POO que consiste en una serie de normas para garantizar la interoperabilidad entre usuarios de manera que el código se pueda reutilizar.

## Ejemplos
Pensar en términos de objetos es muy parecido a cómo lo haríamos en la vida real. Una analogía sería  modelizar un auto en un esquema de POO. Diríamos que el auto es el elemento principal que tiene una serie de características, como podrían ser el color, el modelo o la marca.
Por poner otro ejemplo vamos a ver cómo modernizaríamos en un esquema POO una fracción, es decir, esa estructura matemática que tiene un numerador y un denominador que divide al numerador, por ejemplo 3/2. La fracción será el objeto y tendrá dos propiedades, el numerador y el denominador. Luego podría tener varios métodos como simplificarse, sumarse con otra fracción o número, restarse con otra fracción, etc. 
Estos objetos son utilizables en los programas, por ejemplo en un programa de matemáticas se puede hacer uso de objetos fracción y en un programa que gestione un taller de autos, objetos auto. Los programas orientados a objetos utilizan muchos objetos para realizar las acciones que se desean realizar y ellos mismos también son objetos. Es decir, el taller de autos será un objeto que utilizará objetos auto, herramienta, mecánico, recambio.